# Presjek skupova
Presjek skupova ( ∩ ) je aditivna operacija sa skupovima u teoriji skupova. Presjekom se dobiva novi skup čiji su elementi zajednički članovi svih presječenih skupova. Može se dogoditi da presječeni skupovi nemaju zajedničkih elemenata odnosno tad je njihov presjek prazan skup (ø). Tada za takve skupove kažemo da su disjunktni. 
Presjek je aditivna operacija kao unija skupova. Kartezijev umnožak ima prioritet u odnosu na njega. Kad bismo postavili
A ∩ {\displaystyle B\times C}
množilo bi se kao 
A ∩ ({\displaystyle B\times C})

### Primjer
A ∩ B = skup svih elemenata čiji su članovi članovi obaju skupova, i skupa A i skupa B. 
- {1, 2} ∩ {3} = ø
- {1, 2, 3} ∩ {3} = {3}
- {1, 2} ∩ {1, 2} = {1, 2}

### Osobine
- A ∩ B   =   B ∩ A
- A ∩ B  je podskup skupa  A
- A ∩ A   =   A
- A ∩ ø   =   ø